# Suresh Venapally
Suresh Venapally (em telugo:  సురేశ్ వెనపల్లి; Vangoor, Telangana, 1966) é um matemático indiano, conhecido por seu trabalho sobre álgebra. É professor da Universidade Emory.
Foi palestrante convidado do Congresso Internacional de Matemáticos em Hyderabad (2010).

## Publicações selecionadas
- Zero-cycles on quadric fibrations: finiteness theorems and the cycle map, R Parimala & V Suresh, Invent. Math. 122 (1995), 83–117 doi:10.1007/BF01231440
- Isotropy of quadratic forms over function fields in one variable over p-adic fields, R Parimala & V Suresh, Publ. de I.H.E.S. 88 (1998) 129–150
- Bounding the symbol length in the Galois cohomology of function field of p-adic curves, to appear in Comm. Math. Helv doi:10.4171/CMH/198